# レッドベリー
レッドベリー（英語: Leadbelly または Lead Belly、本名:ハディ・ウィリアム・レッドベター 英語: Huddie William Ledbetter, 1888年1月23日 - 1949年12月6日）は、アメリカ合衆国のフォークとブルース のミュージシャンである。

## 人物/音楽性
澄んだ力強い歌声、12弦ギターの技巧、そして彼の導入した豊富なフォークソングのスタンダードの曲集で知られる。
彼はほとんどの場合は12弦ギターを演奏したが、ピアノ、マンドリン、ハーモニカ、ヴァイオリン、コンサーティーナ、そしてアコーディオンも演奏することができた。録音の一部では、フォークバラッド「ジョン・ハーディ」の彼のバージョンの曲などで、ギターの代わりにアコーディオンを弾いた。他のレコーディングでは、ただ手を叩き足を踏みならして歌ったりもした。
レッドベリーの音楽で歌われる内容は、ゴスペルや、女性、酒、そして差別を歌ったブルースと、カウボーイ、刑務所、仕事、船乗り、牛追い、そして踊りを歌ったフォークソングなど、幅広い題材をカバーした。彼はまた、フランクリン・ルーズベルト大統領、アドルフ・ヒトラー、スコッツボロ・ボーイズ、億万長者のハワード・ヒューズなど、当時の時の人に関する曲も書いた。

## 経歴

### 誕生の日付けの議論
レッドベリーは1888年1月23日に生まれた。レッドベリーの誕生の日付けはずっと議論の的になっている。最も早い年は1885年と言われ、他のソースでは1888年か1889年のどちらかとも言われる。1900年の人口調査によると、ハディ はテキサス州ハリソン郡第2判事管区の、ウェスとサリー（ブラウン）・レドベリーの、二人の子供のうちの一人 となっている。ウェズリーとサリーは1888年2月26日に結婚してすぐにレッドベリーをもうけ、数年間共に暮らした。一方で1900年の人口調査は、通常の国勢調査に記載されている誕生の年月どころか年齢とも異なっており、レッドベリーの誕生年を1888年とし、誕生月を1月としている。ハディの年齢は12歳と記されている。1910年と1930年の人口調査も誕生年として1888年としている。
彼の誕生日もまた議論されている. 最も一般的な日付けは1月20日とされているが、1月21日または29日に生まれたとする説もある。レッドベリー自身に関する唯一の公的書類は彼の第二次世界大戦時の徴兵登録で、そこには1889年1月23日と記述されている。

### 若年期
レッドベリーはウェズリーとサリー・レッドベター夫妻の下に、ハディ・ウィリアム・レッドベターとして、ルイジアナ州ムアリングズポート（Mooringsport）近くのプランテーションで生まれた。しかし家族は彼が5歳の時にテキサス州リーへ移住した。1903年までに、レッドベリーはすでに多少名の知れた歌手でギタリストであり、ルイジアナ州シュリーブポート近郊の、街の悪名高い赤線地区、セントポールズ・ボトムを中心に演奏していた。レッドベリーはボトムのサロンの列、売春宿、ダンスホールのあるシュリーブポートのファニン通りによく現れたという。
1910年の人口調査の時点で公式にはまだハディと記録されていたレッドベリーは、両親宅の隣に、最初の妻のアレサ・"レテ"・ヘンダーソンとともに住んでいた。人口調査時点で彼女は17歳であり、したがって1908年の結婚の時点では15歳であった。彼の叔父から受け取った彼の最初の楽器、アコーディオンもそこにはった。20代前半までに少なくとも二人の子供の父となったレッドベリーは、ギタリストとして（時折労務者として）生きるために家を出た。
1917年にはブラインド・レモン・ジェファーソンと出会うなど、ブルースの薫陶を受けながら楽曲制作を続けた。

### 服役
レッドベリーは、その喧嘩を好む性格によってしばしば問題を引き起こしていた。1918年1月、彼の親戚であるウィル・スタフォードを喧嘩の末に殺害した後、2回目の刑務所での服役を受けた。彼はテキサス州シュガーランドで投獄され、楽曲「Midnight Special」の原案を練った。彼の釈放を懇願するために書いた曲が、パット・モリス・ネフ州知事の好みに合ったため、35年の刑罰から2年で釈放されたと言われている。レッドベリーは彼の強い宗教的な価値観をアピールする事でネフ知事を揺るがせた。刑務所内でのよい振る舞い と組み合わせて釈放された。
1930年、レッドベリーは殺人未遂罪で刑務所に戻って来て、この時はルイジアナ州に収監された。ここで、3年後、彼は音楽学者のジョン・ローマックスとアラン・ローマックス親子に「発見」された。彼らはレッドベリーの才能、情熱、演奏者としての特異性に魅了され、彼の曲をアメリカ議会図書館用にポータブルレコーダーで数百曲録音した。その翌年、ロマックス親子が州知事のO・K・アレン（Oscar K. Allen）に早期釈放を陳情し、レッドベリーはもう一度放免された。
レッドベターは刑務所にいる時に初めて彼の有名なあだ名、「レッドベリー」を、彼のラストネームと、彼の身体のタフさをもじって仲間の囚人につけられた。例えば、彼の2回目の刑期の間、囚人のひとりが彼の首を突き刺そうとした時（彼に傷跡を残した）、彼はナイフを奪い返して順番に襲った者を殺そうとした。彼はこのあだ名をレコーディングの時に匿名として用いて、それ以降名前が定着した。

### 服役後の生活
レッドベリーはアラン・ローマックスの助力を得て1934年後半にニューヨーク州ニューヨークへ共に移住し、そこで名声を得たが、富は得られなかった。1935年、彼はマーサ・プロミスと結婚し、ARCレコーズで録音を始めた。しかし、これらのレコードで商業上の成功はあまり得られなかった。売上が不十分だった理由の一部として、ARCレコーズは彼がよく知っているフォークよりも、ブルースを録音した方がよいと主張したことによる。1939年、彼は脅迫の罪名により再び刑務所に服役した。
1940年の釈放後、レッドベリーはブームとなっていたニューヨークのフォークシーンに戻り、ウディ・ガスリーや若いピート・シーガーたちの助けとなった。RCA、議会図書館、そしてムー・アッシュ で5年間録音した後、1944年、彼はカリフォルニア州ロサンゼルスへ向かい、キャピトル・レコーズで力強いセッションを録音した。1949年、彼は最初の欧州ツアーを始めるが、途中で体調を崩し、筋萎縮性側索硬化症と診断された。レッドベリーはその年のうちにニューヨークで死去し、ルイジアナ州カドー郡ブランチャードの8マイル西にある、ムアリングスポートのシロー・バプテスト教会墓地に埋葬された。